# 和宇慶勇二
和宇慶 勇二（わうけ ゆうじ、1981年1月20日 - ）は、日本のプロボクサー。東京都出身。第35代日本スーパーライト級王者。ワタナベボクシングジム所属。日本学園高等学校卒業。

## 来歴
2000年10月24日、デビュー。
2009年8月10日、小野寺洋介山が持つ日本スーパーライト級王座に挑むが、0-3判定負け。
2011年10月14日、長瀬慎弥が持つ同王座に再挑戦し、3-0判定で王座奪取に成功。
2012年2月13日、岩渕真也を相手に初防衛戦に挑むが、7回KOに沈み王座陥落。
2014年7月5日、Jonel Gadapan戦で勝利し引退。
映画『百円の恋』にも新井浩文演じるプロボクサーの相手役として出演した。

## 戦績
- プロボクシング：23戦 18勝 9KO 4敗 1分

## 獲得タイトル
- 第35代日本スーパーライト級王座